# Intel 4004

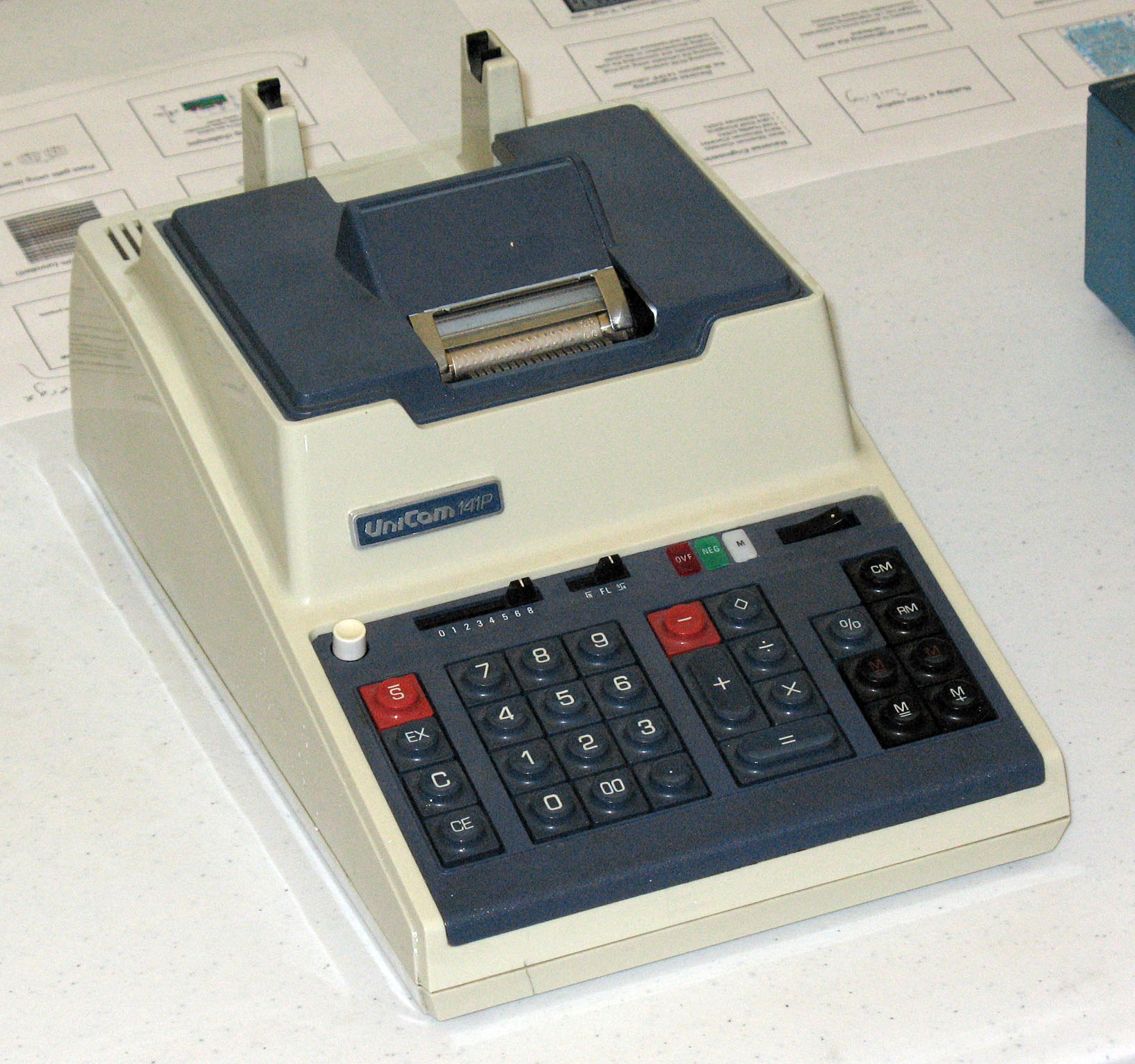
Unicom 141P, OEMowa wersja pierwszego komercyjnego produktu z 4004, kalkulatora Busicom 141-PF

Intel 4004 – 4-bitowy mikroprocesor zaprojektowany i produkowany przez firmę Intel od 1971, pierwszy na świecie komercyjny (o wiele bardziej złożone układy wojskowe F14 CADC pojawiły się już 12 miesięcy wcześniej, jednak z powodu tajemnicy wojskowej ich istnienie ujawniono dopiero w 1998) jednoukładowy procesor komputerowy. Układ został zaprojektowany przez Teda Hoffa oraz Federico Faggin, początkowo na zlecenie firmy Busicom. Pierwotnie Intel 4004 był przeznaczony do pracy wewnątrz kalkulatorów biurowych, lecz Hoff w procesie projektowania zdecydował o umożliwieniu programowania układu.

## Dane techniczne
- Maksymalna częstotliwość taktowania – 740 kHz.
- Osobna pamięć dla programu i danych (tzw. „architektura harwardzka”).
- 46 instrukcji.
- 16 czterobitowych rejestrów.
- 3-poziomowy stos.
- 2300 tranzystorów (technologia produkcji 10 µm).

## Architektura
|  |  |  |

## Inne układy scalone rodziny 4004
- 4001 – 256-bajtowy ROM z 4-bitowym portem I/O.
- 4002 – 40-bajtowy RAM (80 słów o wielkości 4 bitów) z jednym czterobitowym portem I/O.
- 4003 – 10-bitowy port szeregowy do obsługi urządzeń zewnętrznych (klawiatura, drukarka, wyświetlacz)
- 4008 – 8-bitowy przerzutnik typu „latch” służący do obsługi standardowych chipów pamięci.
- 4009 – specjalny konwerter I/O służący do obsługi standardowych układów scalonych z pamięcią.

Układ 4001 nie mógł być używany wspólnie z układami 4008 i 4009.

## Kolekcjonerstwo
4004 jest jednym z najbardziej poszukiwanych przez kolekcjonerów chipem komputerowym na świecie. Najdroższa odmiana 4004 to chipy o kolorze złoto-białym z widocznymi tzw. „szarymi śladami” na białej części procesora. W 2004 roku takie egzemplarze były sprzedawane na aukcji eBay po 400$. Nieco mniej cenione są chipy złoto-białe bez szarych śladów (200-360$). Procesory bez zaznaczonej daty produkcji, najwcześniejsze wersje, są wyceniane na nieco więcej. W roku 2005 procesory z „szarymi śladami” sprzedawano na eBay po 1000$, natomiast złoto-białe 500$-300$.